# Final Fantasy IV (Nintendo DS)
Final Fantasy IV (ファイナルファンタジーIV, Fainaru Fantajī Fō) ou FF IV, na abreviação, é um RPG criado pela Square-Enix (antiga Squaresoft) em parceria com a Matrix Software para Nintendo DS.
O jogo é um remake da versão original de Final Fantasy IV lançado em 1991 para a plataforma de jogos SNES.
Foi lançado como parte da campanha do 20º aniversário da série (Final Fantasy 20th Anniversary) em 20 de dezembro de 2007 no Japão e 22 de julho de 2008 na América do Norte. Na Europa, o jogo foi lançado em setembro de 2008.
O jogo foi desenvolvido pela Matrix Software, da qual também foi responsável pela remake de Final Fantasy III, também para Nintendo DS, tendo supervisão dos membros originais de desenvolvimento do jogo.
Final Fantasy IV foi bem recebido pela crítica e pelos fãs. Foi elogiado pela fidelidade e originalidade com relação ao jogo original enquanto expandia-se tanto em jogabilidade como em elementos da história.

## Jogabilidade
Final Fantasy IV detém o mesmo sistema de batalha do lançamento original, o ATE (Active Time Battle System). Muito semelhante ao remake de Final Fantasy III para Nintendo DS, o controle pela caneta styllus é opcional e limitada e a maior parte da movimentação dos personagens se dá pela D-Pad do portátil.
A reformulação conta, ainda, com novas opções de habilidade em um sistema conhecido como Augment System, do qual permite que habilidades únicas de cada personagem possam ser transferidas para outros personagens, algo que não existia nas conversões anteriores, gerando, assim, maior estratégia do jogador.
Além das melhorias na jogabilidade, a nova versão trouxe a possibilidade de customização dos menus: todos os comandos no menu de batalha, com exceção do comando  "Item", podem ser substituídos por augments. Isto inclui habilidades exclusivas dos personagens. Ex.: a habilidade Curaga de Rosa, pode ser diretamente acessada pelo menu de batalha ao invés de obrigar o jogador a ir ao comando White Magic.
Outras melhorias e adições foram incorporados ao remake:
- Minigames: diferente do jogo principal, alguns minigames são inteiramente controlados pela caneta styllus.
- New Game +: Permite ao jogador iniciar nova partida com algumas melhorias, tais como itens raros ou equipamentos vindos de outra partida finalizada anteriormente pelo jogador. Algumas novidades estão disponíveis somente através da opção New Game +, como chefes secretos.
- Namingway: no jogo original, sua função era mudar os nomes dos personagens, mas, na versão para DS, devido à dublagem dos mesmos, isso não é mais possível.

Agora o personagem viaja o mundo e assume nomes diferentes para cada função que exerce. Ex.: Namingway pode chamar-se Mappingway (traçando mapas na tela inferior), Campingway ou Weddingway.
- Fat Chocobo, Bestiary, Video/Music Player: Assim como Namingway, devido às melhorias na nova versão, Fat Chocobo não pode mais armazenar itens (devido à remoção de limite de itens). Ao invés disso, Fat Chocobo pode ser chamado para acessar o bestiário e o video/music player. Tal opção permite ao jogador rever as cenas em FMV além de ouvir músicas do jogo enquanto Edward fornece informações sobre a faixa selecionada.[4]
- Traduções melhoradas: assim como relançamentos de outros Final Fantasies, Final Fantasy IV possui diferenças notáveis no quesito tradução do jogo original, como uma versão diferente da Lenda Mysidiana. Os membros do elenco de localização aparecem na Developer's Room e referem a um famoso trecho da tradução original.

## Enredo
A história original de Final Fantasy IV é mantida e alguns scripts não incluídos anteriormente foram trabalhados na versão para Nintendo DS sob a forma de flashbacks.
Alguns flashbacks incluem cenas donde é mostrado Golbez passando a ser controlado por Zemus ou a infância de Cecil, Kain e Rosa, dentre outras.

## Áudio
Em junho de 2007, a Square Enix realizou um concerto para apresentar a redefinição do tema principal de Final Fantasy IV para o remake. Chamado Theme of Love (Tema do Amor) e composta por Nobuo Uematsu, Megumi Ida foi o escolhido dentre 800 candidatos para a performance.
A música é tocada somente no encerramento da versão japonesa do jogo, nos créditos.

## Dublagem
Uma das mudanças mais bem-vindas na versão DS de Final Fantasy IV foi a adição de dublagem para os personagens, permitindo que o jogador escolha entre habilitá-las ou não.
Segue a lista com os personagens e seus respectivos dubladores em japonês e inglês:
| Personagem     | Dublador japonês  | Dublador inglês         |
| -------------- | ----------------- | ----------------------- |
| Cecil          | Shizuma Hodoshima | Yuri Lowenthal          |
| Rosa           | Yūko Kaida        | Kirsty Pape             |
| Kain           | Kōichi Yamadera   | Liam O'Brien            |
| Rydia          | Noriko Shitaya    | Daniella Macey          |
| Tellah         | Gorō Naya         | Lee Everest             |
| Edward         | Ryō Horikawa      | Sam Riegel              |
| Palom          | Rie Kugimiya      | Megan Harvey            |
| Porom          | Rie Kugimiya      | Hunter MacKenzie Austin |
| Yang           | Tesshō Genda      | Jackson Daniels         |
| Edge           | Hiroya Ishimaru   | Taliesin Jaffe          |
| Cid            | Ichirō Nagai      | Stephen Martello        |
| Fusoya         | Banjō Ginga       | Michael McConnohie      |
| Golbez         | Takeshi Kaga      | Anthony Landor          |
| Scarmiglione   | Konishi Oonishi   | Dameon Clarke           |
| Cagnazzo       | Takeshi Aono      | Michael McConnohie      |
| Barbariccia    | Yūko Kaida        | Kirsty Pape             |
| Rubicante      | Norio Wakamoto    | Lee Everest             |
| Anna           | Hitomi Akino      | Zarah Little            |
| Mysidian Elder | Ryuji Saikachi    | William Frederick       |
| Kluya          | Banjō Ginga       | Ralph Lister            |
| Zeromus        | Ryō Horikawa      | Michael McConnohie      |

## Desenvolvimento
Final Fantasy IV  possui mais personagens e inimigos na tela de batalha quando comparado a Final Fantasy III, o que obrigou a equipe de modelagem a reduzir o número de polígonos por personagem.
Um dos programadores chegou a sugerir que FF IV fosse muito maior que Final Fantasy III, no ponto  de vista de dados, o qual ocupou 1 GB de espaço de armazenamento e houve grande dificuldade para comprimi-lo para que coubesse nos 256 MB permitidos nos cartões de memória do Nintendo DS.

## Recepção
Em 9 julho de 2008, o jogo havia vendido 612.044 cópias no Japão.
Em todo o mundo, o jogo vendeu 1.1 milhão de cópias.
Final Fantasy IV foi bem recebido pela crítica. Foi eleito o  "Melhor RPG para Nintendo DS" em 2008 de acordo com a IGN Video Game Awards.